# Harald Westling
Harald Stuart Westling, född 26 februari 1923 i Sankt Matteus församling i Stockholms stad, död 24 augusti 2014 i Oscars församling i Stockholm, var en svensk jurist och företagsledare.

## Biografi
Harald Westling var son till landshövding Axel Westling och Aina, född Stuart. Efter juris kandidat-examen vid Uppsala universitet 1947 tjänstgjorde han på advokatbyrå 1947–1949, i Grafiska arbetsgivar- och industriorganisationerna 1950–1954, som verkställande direktör för Tidningarnas Arbetsgivareförening 1955–1957, som direktör hos Albert Bonniers Förlag 1957–1962 och som verkställande direktör för Margarinbolaget AB 1963–1970, varefter han var verksam i Sundsvallsbanken 1970–1972. Westling var också ryttmästare 1959–1970.
Han var ledamot av ett flertal olika styrelser, däribland Sveriges Industriförbund 1965–1970, Studieförbundet Näringsliv och Samhälle 1966–1968 (ordförande), Försvarets förvaltningsdirektion 1967–1968, Försvarets materielverk 1968–1970 (vice ordförande), AB Wilhelm Becker 1968–1970, Wirsbo Bruks AB 1968–1970, Svenska BP AB 1968–1982, Uddeholms AB 1968–1983, Sveriges investeringsbank 1970–1973, The Conference Board i USA 1973–1991, Emma Karin Österdahls stiftelse inom Svenska Röda Korset (ordförande), Rekryten AB (ordförande), Inration AB (ordförande) och Tamaris plc London.
Harald Westling var gift första gången 1946–1961 med Marianne Mattsson (1923–2003), dotter till civilingenjören Hilmer Mattsson och Carin Hemming-Sjöberg. Under en period från 1962 levde han i ett samvetsäktenskap med Suzanne Bonnier (1924–2016), dotter till bokförläggaren Kaj Bonnier och Ulla Wetterlind. Därefter var han gift 1970–1972 och från 1978 med Monica Örtegren (född 1932), dotter till kapten Tage Örtegren och Gerd Ameln. Harald Westling är begravd på Norra begravningsplatsen i Solna.

## Utmärkelser
- Riddare av Vasaorden, 1966.[9]
- Kommendör av Vasaorden, 11 november 1972.[10]
- Riddare av Carl XIII:s orden, 28 januari 1994